# Eleccions al Parlament Europeu de 1989 (Portugal)
Les eleccions al Parlament Europeu de 1989 a Portugal van ser les eleccions celebrades el 18 de juny per a escollir els 24 eurodiputats portuguesos per a la III legislatura del Parlament Europeu. La participació electoral va ser del 51,10%, 21 punts inferior a les eleccions europees de l'any 1987.

## Sistema electoral
El mètode de votació utilitzat per a l'elecció dels eurodiputats és per representació proporcional fent servir el mètode D'Hondt, que se sap que beneficia els partits líders. A les eleccions europees de 1989, Portugal tenia 24 escons per omplir i van ser elegits en una circumscripció única, corresponent a tot el territori nacional.

## Resultats
El Partit Socialdemòcrata, que formava part de la Federació Europea de Partits Liberals, Democràtics i Reformistes, va aconseguir la victòria amb 1,3 milions de vots i el 32,75% (4,7 punts menys que el 1987) enfront dels quasi 1,2 milions i 28,54% de vots del Partit Socialista, que formava part de la Confederació dels Partits Socialistes de la Comunitat Europea. El tercer partit va ser la unió entre el Partit Comunista Portuguès i el Partit Ecologista-Els Verds, a la Coalició Democràtica Unitària, amb 597.759 vots, per davant del Centre Democràtic Social, membre del Partit Popular Europeu, que va aconseguir 587.497 vots.
| Candidatura                                    | Facció europea        | Sufragis  | Sufragis | Escons | Escons   |
| Candidatura                                    | Facció europea        | Vots      | %        | Dip.   | Dif.     |
| ---------------------------------------------- | --------------------- | --------- | -------- | ------ | -------- |
| Partit Socialdemòcrata (PSD)                   | LDRE                  | 1.358.958 | 32,75%   | 9      | ▼1       |
| Partit Socialista (PS)                         | UPSCE                 | 1.184.380 | 28,54%   | 8      | ▲2       |
| Coalició Democràtica Unitària                  |                       | 597.759   | 14,40%   | 4      | ▲1       |
| Centre Democràtic Social (CDS)                 | PPE                   | 587.497   | 14,16%   | 3      | ▼1       |
| Partit Popular Monàrquic (PPM)                 |                       | 84.272    | 2,03%    |        |          |
| Moviment Democràtic Portuguès (MDP)            |                       | 56.900    | 1,37%    |        |          |
| Unió Democràtica Popular (UDM)                 |                       | 45.017    | 1,08%    |        |          |
| Partit Socialista Revolucionari (PSR)          |                       | 31.775    | 0,77%    |        |          |
| Partit de la Democràcia Cristiana (PDC)        |                       | 29.745    | 0,72%    |        |          |
| Partit Comunista dels Treballadors Portuguesos |                       | 26.682    | 0,64%    |        |          |
| Partit Obrer d'Unitat Socialista               |                       | 11.182    | 0,27%    |        |          |
| Front d'Esquerra Revolucionària                |                       | 7.833     | 0,19%    |        |          |
| Vots a candidatures                            | Vots a candidatures   | 4.022.000 | 96,92%   | 24     | Es manté |
| Vots nuls o no vàlids                          | Vots nuls o no vàlids | 127.756   | 3,08%    | SG MAI | SG MAI   |
| Vots emesos                                    | Vots emesos           | 4.149.756 | 51,10%   | SG MAI | SG MAI   |
| Cens total                                     | Cens total            | 8.121.564 |          | SG MAI | SG MAI   |